# Tantilla shawi
Tantilla shawi är en ormart som beskrevs av Taylor 1949. Tantilla shawi ingår i släktet Tantilla och familjen snokar. Inga underarter finns listade i Catalogue of Life.
Arten förekommer i bergstrakter i delstaterna San Luis Potosí och Veracruz i centrala Mexiko. Regionen ligger cirka 1400 meter över havet och den är täckt av molnskogar. Honor lägger antagligen ägg.
Beståndet hotas av skogens omvandling till kaffeodlingar och av intensivt skogsbruk. Fram till 2007 var endast två exemplar kända. IUCN kategoriserar arten globalt som starkt hotad.